# HWI-Ungleichung
Die HWI-Ungleichung ist eine Funktionalungleichung aus der Theorie des optimalen Transportes, welche die relative Entropie eines Wahrscheinlichkeitsmaßes bezüglich eines Referenzmaßes durch die Wasserstein-Distanz mit quadratischen Transportkosten und die relative Fisher-Information nach oben beschränkt. Sie impliziert eine Transport-Ungleichung von Talagrand und eine logarithmische Sobolew-Ungleichung für gaußsche Maße.
Die Gleichung wurde 2000 von Felix Otto und Cédric Villani bewiesen.

## HWI-Ungleichung

### Vorbereitung
Sei 
- {\displaystyle (E,d)} ein polnischer Raum mit Borel-σ-Algebra {\displaystyle {\mathcal {B}}(E)},
- {\displaystyle {\mathcal {P}}(E)} der Raum der Wahrscheinlichkeitsmaße auf {\displaystyle (E,{\mathcal {B}}(E))}.
- {\displaystyle {\mathcal {P}}_{n}(E)} der Raum der Wahrscheinlichkeitsmaße auf {\displaystyle (E,{\mathcal {B}}(E))}  mit endlichem {\displaystyle n}-ten Moment.
- {\displaystyle {\mathcal {B}}(E\times E),{\mathcal {P}}(E\times E)} definieren wir analog für den Produktraum {\displaystyle E\times E},
- {\displaystyle dx} das Lebesgue-Maß,
- {\displaystyle C^{p}(A,B)} der Raum der {\displaystyle p}-mal stetig differenzierbaren Funktionen der Form {\displaystyle f:A\to B},
- {\displaystyle I_{n}} die {\displaystyle n}-dimensionale Identitätsmatrix.

Seien {\displaystyle \mu ,\nu \in {\mathcal {P}}(E)}, dann nennen wir ein {\displaystyle \pi \in {\mathcal {P}}(E\times E)} eine Kopplung von {\displaystyle (\mu ,\nu )}, falls {\displaystyle \mu } und {\displaystyle \nu } seine Marginalen sind, das heißt {\displaystyle \pi (dx\times E)=\mu (dx)} und {\displaystyle \pi (E\times dx)=\nu (dx)}. Mit {\displaystyle \textstyle \prod (\mu ,\nu )} notieren wir den Raum aller Kopplungen von {\displaystyle (\mu ,\nu )}.
Wir nehmen nun an, dass {\displaystyle \mu } absolut stetig bezüglich {\displaystyle \nu } ist. Dann definieren wir weiter
- {\displaystyle H(\mu \mid \nu )} die relative Entropie

{\displaystyle H(\mu \mid \nu )=\int _{E}\log \left({\frac {d\mu }{d\nu }}\right)d\mu =\int _{E}{\frac {d\mu }{d\nu }}\log \left({\frac {d\mu }{d\nu }}\right)d\nu },
- {\displaystyle W_{p}(\mu \mid \nu )} die Wasserstein-Distanz

{\displaystyle W_{p}(\mu \mid \nu )=\inf \limits _{\pi \in \Pi (\mu ,\nu )}\left(\int _{E\times E}d(x,y)^{p}d\pi (x,y)\right)^{1/p}},
- {\displaystyle I(\mu \mid \nu )} die relative Fisher-Information

{\displaystyle I(\mu \mid \nu )=\int _{E}\left|\nabla \log \left({\frac {d\mu }{d\nu }}\right)\right|^{2}d\mu =4\int _{E}\left|\nabla {\sqrt {\frac {d\mu }{d\nu }}}\right|^{2}d\mu }.

### HWI-Ungleichung auf ℝn
Sei nun {\displaystyle E=\mathbb {R} ^{n}} und {\displaystyle V\in C^{2}(\mathbb {R} ^{n},\mathbb {R} )}. Nehme an, dass {\displaystyle \nu \in {\mathcal {P}}_{2}(E)} von der Form
{\displaystyle \nu (dx)=e^{-V}dx}
und {\displaystyle \mu } absolut stetig bezüglich {\displaystyle \nu } ist. Weiter soll für die Hesse-Matrix
{\displaystyle \operatorname {Hess} (V)\geq kI_{n}}
für ein {\displaystyle k\in \mathbb {R} } gelten.
Dann gilt die HWI-Ungleichung
{\displaystyle H(\mu \mid \nu )\leq W_{2}(\mu \mid \nu ){\sqrt {I(\mu \mid \nu )}}-{\frac {k}{2}}W_{2}(\mu \mid \nu )^{2}.}
Falls {\displaystyle V} konvex ist, dann gilt
{\displaystyle H(\mu \mid \nu )\leq W_{2}(\mu \mid \nu ){\sqrt {I(\mu \mid \nu )}}.}

#### Eigenschaften
Falls {\displaystyle k>0}, dann impliziert die HWI-Ungleichung die logarithmische Sobolew-Ungleichung mit Konstante {\displaystyle k} sowie die Talagrand-Ungleichung mit Konstante {\displaystyle k} auf {\displaystyle \mathbb {R} ^{n}}, notiert mit {\displaystyle LSE(k)} respektive {\displaystyle T(k)} für Maße der Form
{\displaystyle \nu (dx)=e^{-V}dx}

### HWI-Ungleichung auf riemannschen Mannigfaltigkeiten
Es existiert auch eine Variante für glatte, zusammenhängende, vollständige riemannsche Mannigfaltigkeiten.